# Vernon Sturdee

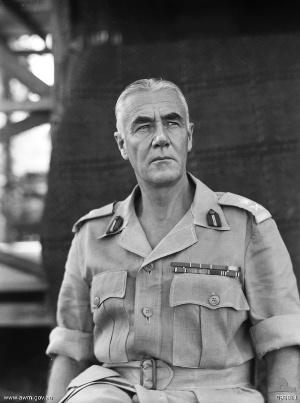
Vernon Sturdee als Lieutenant General, 13. Juli 1945.

Sir Vernon Ashton Hobart Sturdee KBE, CB, DSO (* 16. April 1890 in Frankston, Victoria, Australien; † 25. Mai 1966 in Heidelberg, Victoria, Australien) war ein Lieutenant General (Generalleutnant) der Australian Army (Australisches Heer), der zwei Mal als Chief of the General Staff (Chef des Generalstabs) diente. Der Berufsoffizier der Royal Australian Engineers trat 1908 in die Miliz ein und kämpfte mit dem Australian and New Zealand Army Corps (Australisches und Neuseeländisches Heereskorps, ANZAC) im Ersten Weltkrieg. Während der Schlacht von Gallipoli führte er die 5th Field Company (5. Feldkompanie). Daran anschließend hatte er an der Westfront das Kommando über die 8th Field Company und das 4th Pioneer Battalion (4. Pionierbataillon). Im Jahr 1918 wurde er als Stabsoffizier ins General Headquarters (Generalhauptquartier, GHQ) der British Expeditionary Force (Britische Expeditionsstreitkräfte, BEF) verlegt.
Bedingt durch den Beförderungsstau der in der Zwischenkriegszeit schrumpfenden Streitkräfte hielt Sturdee bis 1935 seinen im Krieg erlangten Rang des Lieutenant Colonel (Oberstleutnant). Er diente in dieser Zeit auf verschiedenen Stabspositionen und besuchte das Staff College in Quetta, Britisch-Indien sowie das Imperial Defence College in London. Er zweifelte wie viele andere Berufsoffiziere an der von der Regierung vertretenen Singapur-Strategie und warnte, dass die Landstreitkräfte dazu bereit sein müssten, einem gut ausgerüsteten und ausgebildeten japanischen Gegner gegenüberzustehen.
Bei Ausbruch des Zweiten Weltkriegs im Rang eines Colonel (Oberst), wurde Sturdee 1940 zum Lieutenant General befördert und zum Chief of the General Staff berufen. Er trat in dieser Position dafür ein, die Inseln nördlich Australiens im Kriegsfall zu verteidigen und setzte 1942 durch, die sich auf dem Weg vom Nahen Osten nach Niederländisch-Indien befindliche Second Australian Imperial Force (Zweite Australische Imperiale Streitkraft) nach Australien umzuleiten. Er wurde anschließend Chef der australischen Militärmission in Washington, D.C., wo er das Land vor den Combined Chiefs of Staff (Gemeinsame Stabschefs) repräsentierte. Als Befehlshaber der First Army in den Jahren 1944 und 1945 führte Sturdee diese in den Kämpfen um Aitape, Neubritannien und Bougainville. Seine Aufgabe bestand in wenn möglich Zerschlagung der Feindverbände. Da er dabei nur über eingeschränkte Mittel verfügte und seine Truppen nicht in Kämpfe schickte, für die er sie nicht stark genug hielt, konnte er diese Mission nicht immer erfüllen.
Bei Kriegsende nahm er die Kapitulation der japanischen Truppen in Rabaul entgegen. Als einer der ranghöchsten australischen Offiziere folgte er im Dezember 1945 auf General Thomas Blamey als Commander-in-Chief (Oberbefehlshaber) of the Australian Military Forces. Im Folgejahr wurde er zum zweiten Mal Chief of the General Staff und blieb dies bis zu seiner Pensionierung im Jahr 1950. Während seiner zweiten Amtszeit überwachte er die Demobilisierung der Landstreitkräfte und koordinierte den australischen Beitrag zur British Commonwealth Occupation Force (Besatzungskräfte des Britischen Commonwealth, BCOF) in Japan. Führend war Sturdee an der Strukturreform des Heeres beteiligt, das nach dem Krieg erstmals über permanente Kampfeinheiten verfügte und mit der Australian Regular Army ein Berufssoldatentum erhielt, das im Kern noch heute existiert.

## Herkunft und frühes Leben
Vernon Ashton Hobart Sturdee wurde am 16. April 1890 in Frankston, Victoria in Australien als Sohn von Alfred Hobart Sturdee und seiner Frau Laura Isabell, geborene Merrett geboren. Alfred Sturdee, ein Mediziner aus England, stammte aus einer Familie mit langer Marinetradition und war der Bruder des britischen Admiral of the Fleet Frederik Doveton Sturdee. Er emigrierte in den 1880er Jahren nach Australien, indem er als Schiffsarzt reiste. Im Zweiten Burenkrieg diente er bei den Commonwealth-Truppen und wurde lobend im Kriegstagebuch erwähnt, da er unter feindlichem Beschuss einer Gruppe verwundeter Soldaten nahe der Frontlinie zu Hilfe eilte. Im Januar 1905 schrieb er sich in das Australian Army Medical Corps (Sanitätskorps des Australischen Heeres) im Rang eines Captain (Hauptmann) ein und brachte es bis Dezember 1912 zum Lieutenant Colonel. Er leitete bei Gallipoli ein Feldhospital und später an der Westfront als Colonel den Sanitätsdienst der 1st Division. Während des Krieges wurde er drei weitere Male im Kriegstagebuch erwähnt und in den Order of St. Michael and St. George aufgenommen. Seine in Australien geborene Frau Laura, genannt Lil, war die Schwester von Charles Merrett, einem bekannten Manager und Milizoffizier. Ihr Halbbruder Harry Perrin diente als Colonel ebenfalls in der Miliz.
Vernon Sturdee wurde in der Melbourne Grammar School ausgebildet und heuerte anschließend als Ingenieur bei Jaques Brothers in Richmond an. Als Second Lieutenant (Leutnant) am 19. Oktober 1908 in das Corps of Engineers, die Pionierabteilung der Miliz aufgenommen, wurde er am 1. Dezember 1911 zum Lieutenant (Oberleutnant) der Royal Australian Engineers, wie die reguläre Pionierkomponente der Streitkräfte zu dieser Zeit hieß, befördert. Am 4. Februar 1913 heiratete er in der St. Luke’s Church of England in Fitzroy North Edith Georgina Robins.

## Erster Weltkrieg

### Gallipoli

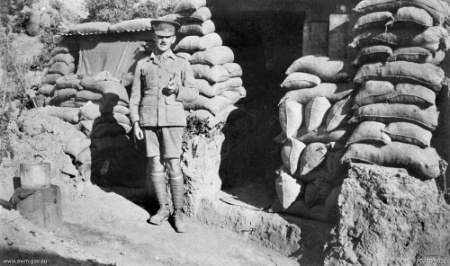
Sturdee vor einem Unterstand bei Gallipoli, 1915.

Sturdee trat am 25. August 1914 im Rang des Lieutenant in die First Australian Imperial Force (AIF) ein. Am 18. Oktober wurde er zum Captain befördert und als Adjutant den 1st Division Engineers zugeteilt. Er schiffte sich am 21. Oktober in Melbourne an Bord des requirierten P&O Linienschiffs RMS Orvieto in Richtung Ägypten ein. Von Bord des Transportschiffes SS Minnewaska nahm er am Morgen des 25. April 1915 an der alliierten Landung bei Gallipoli teil. Zu seinen Pflichten während der Kämpfe gehörte die Aufsicht über die Lagerflächen der Pioniere am Strand von Anzac Cove und das Zusammensetzen improvisierter Granaten. Er wurde mehrmals aus Krankheitsgründen vom Schlachtfeld abgezogen um behandelt zu werden. Beim ersten Mal litt er an Typhus während beim anderen Mal eine zu hohe Konzentration von Kaliumpermanganat, das dem Trinkwasser zur Desinfektion beigemischt wurde, zu schweren Schäden an seinen Magenschleimhäuten führte. Sturdee litt daraufhin für den Rest seines Lebens unter Magenbeschwerden. Im Juli erkrankte er schwer an der Grippe und musste erneut zur Behandlung in ein Lazarett.
Am 28. August 1915 wurde Sturdee zum Major befördert und erhielt kurze Zeit später den Befehl über die in Ägypten aufgestellte 5th Field Company. Diese diente der Unterstützung der neu formierten 2nd Division. Mit der Kompanie war Sturdee bis zum Ende der Kämpfe für alle Pioniertätigkeiten und den Minenkrieg im nördlichsten Bereich der alliierten Linien zuständig. Am 17. Dezember, zwei Tage bevor die letzten ANZAC-Soldaten die Halbinsel von Gallipoli verließen, wurde er endgültig von dort abgezogen.

### Westfront
Im Anschluss an die Evakuierung nach Ägypten zurückkehrend war Sturdee dort für die Errichtung provisorischer Unterkünfte im AIF-Lager bei Tel-el-Kebir verantwortlich. Da sich zu dieser Zeit in Ägypten noch eine zweite, in Australien aufgestellte 5th Field Company befand, wurde Sturdees Einheit in 8th Field Company umnummeriert und nach deren Aufstellung im Februar 1916 der 5th Division zugewiesen. Durch die Umnummerierung verzögerte sich die Lieferung von Post aus der Heimat für einige Zeit erheblich, da Verwirrung über den Ort der bisherigen 5th Field Company herrschte und sie so häufig zuerst nach Europa geliefert wurde.

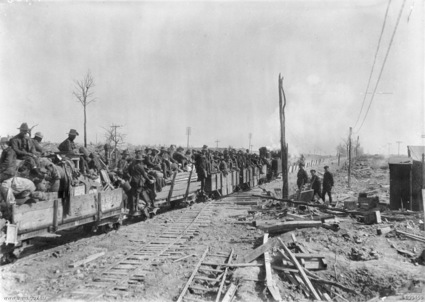
Verlegung der B Company, 4th Australian Pioneers per Feldeisenbahn von Butte de Warlencourt nach Fremicourt, 19. April 1917.

Im Juni 1916 verlegte die Division nach Frankreich und nahm dort im Juli an der verlustreichen Schlacht von Fromelles teil. Während der Kämpfe unterstützte Sturdees Kompanie die 8th Brigade und machte durch einen neu angelegten Schützengraben deren Rückzug aus der Schlacht möglich. Für seine Leistungen bei Gallipoli und Fromelles wurde Sturdee im Kriegsbericht erwähnt und erhielt den Distinguished Service Order. Die bei Fromelles erlittenen schweren Verluste hinderten die 5th Division daran, an der Schlacht an der Somme teilzunehmen. Um die Division doch noch für die Kämpfe frei zu bekommen, organisierte das II ANZAC Corps die so genannte „Franks Force“, die einen Teil des Frontabschnitts der Division bei Houplines übernahm. Sturdee erhielt in dieser Truppe den Posten des Commander Royal Engineers (Befehlshaber Königliche Pioniere, CRE). Nach der endgültigen Verlegung der 5th Division im November wurde Sturdee CRE für die Straße zwischen Albert und Montauban.
Am 13. Februar 1917 erhielt Sturdee das Kommando über das 4th Pioneer Battalion gleichzeitig mit der Beförderung zum Lieutenant Colonel. Pionierbataillone wurden zu dieser Zeit als Infanterieeinheiten organisiert, hatten aber eine Vielzahl konstruktionstechnischer Sonderaufgaben und bestanden zu diesen Zwecken zum großen Teil aus Spezialisten. In den nächsten neun Monaten war Sturdees Bataillon damit beschäftigt, Straßen in Stand zu halten, Kabel zu verlegen und Schützengräben und Unterstände zu bauen. Ab 1917 setzte die australische Regierung sich zunehmend dafür ein, die Kommando- und Stabsposten der australischen Einheiten, die zu dieser Zeit häufig mit Offizieren der British Army besetzt waren, stärker mit Australiern zu versehen. Als Teil dieser „Australisierung“ ersetzte Sturdee am 25. November 1917 einen Briten als CRE der 5th Division. Am 27. März 1918 wurde Sturdee als Stabsoffizier zum GHQ der BEF verlegt und verblieb dort bis zum 22. Oktober 1918. Diese Abkommandierung stellte eine für einen australischen Offizier seltene Gelegenheit dar, ein großes Hauptquartier in vollem Gefechtszustand zu erleben und Erfahrung zu sammeln. Im Mai 1918 wurde Sturdee für seine Verdienste erneut im Kriegsbericht erwähnt und für seine Stabstätigkeit mit dem Order of the British Empire ausgezeichnet.

## Zwischenkriegszeit
Sturdee schiffte sich am 16. November 1918 in Europa Richtung Australien ein und wurde am 14. März 1919 aus der AIF gestrichen. Den dort erlangten Rang eines Lieutenant Colonel behielt er als Ehrenrang, während er nominell immer noch wie vor dem Krieg Captain war. Am 1. Januar 1920 erhielt er den Brevet-Rang des Lieutenant Colonel, der erst zum 1. April 1932 in einen vollwertigen Rang umgewandelt wurde. Zunächst diente Sturdee als Offizier im Stab des 3rd Military District in den Victoria Barracks in Melbourne. Zum Jahr 1921 schrieb er sich im Staff College in Quetta, Britisch-Indien ein. Zwischen dem 16. Februar und dem 31. Dezember 1924 war er Ausbilder für Pionier- und Vermessungswesen am Royal Military College Duntroon, bevor er anschließend bis zum 26. März 1929 im Stab der 4th Division in Melbourne diente. Hieran schloss sich eine Auslandsverwendung im Vereinigten Königreich an, wo er im War Office diente und 1931 das Imperial Defence College besuchte. Vom 1. Januar 1931 bis zum 31. Dezember 1932 war er militärischer Vertreter bei der High Commission of Australia in London (Australische Hochkommission in London).
Zwischen dem 14. Februar 1933 und dem 1. März 1938 war Sturdee Director of Military Operations and Intelligence (Leiter Militäroperationen und Aufklärung) im Heereshauptquartier in Melbourne und anschließend bis zum 12. Oktober 1938 Director of Staff Duties (Leiter Stabsdienste). Am 1. Juli 1935 hatte er den Brevet-Rang eines Colonel bekommen, der genau ein Jahr später vorläufig und noch ein Jahr später endgültig zum vollwertigen Rang erhoben wurde. Damit waren über zwanzig Jahre zwischen der Beförderung zum Lieutenant Colonel der AIF und der zum gültigen Colonel vergangen. Zu Neujahr 1939 wurde Sturdee für seine Dienste im Stab des Heereshauptquartiers zum Commander of the Order of the British Empire erhoben.

Wie sein Vorgänger als Director of Military Operations and Intelligence, Colonel John Lavarack und viele andere Offiziere zweifelte auch Sturdee an der offiziellen Singapur-Strategie, die einer japanischen Aggression durch die Präsenz einer starken britischen Flotte im Flottenstützpunkt von Singapur begegnen wollte. In einem Gespräch im Jahr 1933 ermahnte Sturdee eine Reihe höherer Offiziere, dass die Japaner 

„alle reguläre Soldaten sein werden, vollkommen ausgebildet und ausgerüstet für die Operationen und Fanatiker die es begrüßen in der Schlacht zu sterben während unsere Truppen hauptsächlich aus bei der Mobilisierung hastig zusammengewürfelten Zivilisten bestehen die nur sehr wenig Ausbildung erhalten haben und denen es an Artillerie und möglicher Kanonenmunition mangelt.“

## Zweiter Weltkrieg

### Truppenaushebungen und Verteidigung Australiens
Der Chief of General Staff Ernest Squires führte 1939 eine Heeresreform durch, bei der er die alten Militärdistrikte durch weniger, größere Kommandobereiche ersetzte, die jeweils einem Lieutenant General unterstehen sollten. Nach Kriegsausbruch am 3. September wurde Sturdee am 13. Oktober direkt vom Colonel zum Lieutenant General befördert und erhielt den Befehl über das neue Eastern Command. Zu seinen Aufgaben gehörten sowohl die Aushebung, Ausbildung und Ausrüstung neuer Einheiten der Second Australian Imperial Force als auch der nun Wehrpflichtigenmiliz in New South Wales.
Am 1. Juli akzeptierte er die Herabstufung zum Major General um die neu aufgestellte 8th Division der AIF befehligen zu können. Hierdurch bekam er die neue Dienstnummer NX35000 zugewiesen. Seine Kommandozeit währte nur kurz, da er nach dem Tod des Chief of the General Staff Brudenell White beim Flugzeugabsturz von Canberra am 13. August wieder in seinen alten Rang erhoben und zu dessen Nachfolger berufen wurde. Als dieser war er Verantwortlich für Ausbildung und Unterhalt der AIF, hatte aber nicht die operative Kontrolle. Zusätzlich verwaltete er Aufstellung und Ausbildung der Milizen.
Durch die zunehmenden Spannungen mit Japan, die einen Krieg wahrscheinlicher werden ließen wurde es offensichtlich, dass in Australien Verteidigungsvorbereitungen getroffen werden mussten. Bereits 1935 hatte Lavarack für einen solchen Fall vorgeschlagen, dass Military Board aufzulösen und die militärischen Zuständigkeiten in die Hände eines Commander-in-Chief zu legen. Im März 1941 riet der Heeresminister Percy Spender dazu, dies umzusetzen und Sturdee zum Commander-in-Chief der Australian Military Forces zu machen. Die Regierung entschied sich im Gegensatz dazu, dem britischen Vorbild zu folgen und dem Military Board mit einem separaten General Officer Commanding (GOC) Home Forces das Kommando zu überlassen. Am 5. August 1941 wurde Major General Iven Mackay auf diesen GOC-Posten berufen. Die Position eines Commander-in-Chief wurde trotzdem öffentlich diskutiert, wobei Zeitungen wie der Sunday Telegraph und der Sydney Morning Herald für den Vorschlag eintraten.

### Abwehrkämpfe im Malaiischen Archipel
Nach Ausbruch des Pazifikkriegs versuchte Sturdee den Malaiischen Archipel nördlich Australiens mit den ihm zur Verfügung stehenden Truppen so gut als möglich zu verteidigen. Da er mit der 23rd über nur eine AIF-Infanteriebrigade verfügte, musste er diese Verteidigungsbemühungen auf einige wenige als strategisch wichtig angesehene Orte und Inseln beschränken. Er verteilte die verfügbaren Bataillone und Kompanien daher auf Ambon, Rabaul und Timor. Ihr Auftrag lautete den Feind trotz ihrer eigenen Unterlegenheit so lange aufzuhalten bis Verstärkung in Australien eintreffen und an die Front geschickt werden könnte. Einen Einheitenkommandeur ersetzte er kurzfristig durch einen sich freiwillig meldenden Stabsoffizier, da er an Moral und Siegeswillen des Ersteren zweifelte. Mit Ausnahme einer Kommandokompanie, die im östlichen Teil Timors in einen Guerillakrieg überging wurden alle entsandten Einheiten vergleichsweise schnell von den vorrückenden Japanern überrannt.

Im Februar 1942 überzeugte Lavarack Sturdee davon, dass Niederländisch-Indien nicht zu halten sei, woraus dieser schloss, dass die Verlegung der AIF vom Mittelmeerraum nach Java taktisch unsinnig sei. Er argumentierte daraufhin gegenüber den politischen Entscheidungsträgern, dass die Insel auch mit der AIF nicht zu halten sei und die alliierten Ressourcen besser an einer Stelle gebündelt werden sollten, von der aus nach ausreichend Vorbereitung eine Gegenoffensive gestartet werden könnte. Als besten solchen Ort benannte er das australische Festland. Der australische Premierminister John Curtin ließ sich von der Argumentation überzeugen und stellte sich hinter seinen Stabschef, während der britische Premierminister Winston Churchill und US-Präsident Franklin D. Roosevelt ihr ablehnend gegenüberstanden. Nach intensiven Beratungen konnte Curtin sich schlussendlich durchsetzen und die AIF nach Australien umleiten. Der an der offiziellen australischen Geschichtsschreibung des Krieges beteiligte Historiker Lionel Wigmore kam zu folgendem Schluss: 

„Die 7th Division wäre gerade rechtzeitig angekommen um bei der Aufgabe Pegus zu helfen und sich am langen Rückzug nach Indien zu beteiligen. In diesem Falle hätte sie nicht nach Australien zurückkehren, sich auffrischen und rechtzeitig nach Neuguinea geschickt werden können um die entscheidende Rolle in der Abwehr der japanischen Offensive im Juli 1942 zu spielen. Der alliierten Sache wurde durch das kluge Urteil und die Beharrlichkeit von General Sturdee gedient, der seinen Rat gegen den der Stabschefs in London und Washington durchsetzte.“

### Offensivoperationen

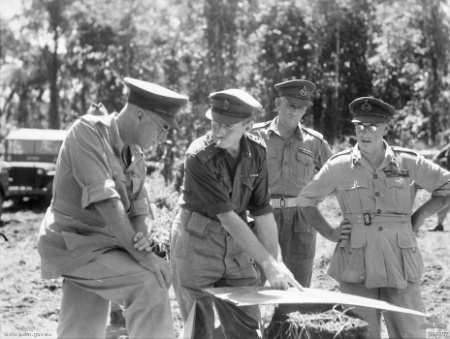
Sturdee (links) mit Offizieren der 15th Brigade bei einem Besuch in deren Hauptquartier auf Bougainville, 12. Mai 1945.

Im März 1942 wurde das Military Board schlussendlich doch aufgelöst und Thomas Blamey zum Commander-in-Chief ernannt. Blamey entschied, Sturdee nach den hektischen ersten Kriegsmonaten mit der Begründung einer Erholungspause vom aktiven Truppendienst zurückzuziehen und als Kopf der australischen Militärmission nach Washington, D.C. zu entsenden, wo er an der Entwicklung der weiteren Kriegsstrategie mitwirken sollte. Sturdee stimmte dieser Entsendung nur unter der Bedingung zu, nach einem Jahr zurückzukehren und mit einem wichtigen Kommando betraut zu werden. In Washington vertrat Sturdee Australien bei den Combined Chiefs of Staff und erhielt nach einiger Arbeit das Recht auf direkten Zugang zum amerikanischen Chief of Staff of the Army (Stabschef des Heeres) George C. Marshall. Für seine Dienste als Chief of the General Staff wurde Sturdee am 1. Januar 1943 zum Companion of the Order of the Bath berufen.
Zum 1. März 1944 kehrte Sturdee nach Australien zurück und erhielt das Kommando über die First Army. Deren Hauptquartier befand sich zunächst in Queensland und verlegte zum 2. Oktober 1944 ins zurückeroberte Lae von wo aus Sturdee die Truppen auf Neuguinea und die umliegenden Inseln befehligte. Dabei unterstanden ihm das II Corps von Lieutenant General Stanley Savige auf Bougainville, die 5th Division von Major General Alan Ramsay auf Neubritannien, Major General Jack Stevens 6th Division bei Aitape und die 8th Brigade westlich Madangs. Am 18. Oktober erhielt die First Army von Blamey den Befehl, feindlichen Widerstand bei Möglichkeit zu brechen, ohne größere Kräfte dazu mit einzubeziehen.
Sturdee, der diesen Auftrag als ungenau empfand fragte bei Blamey nach einer Präzisierung nach. Dieser reagierte darauf mit der Aussage, dass sein Konzept eine abgestufte Operationsführung vorsähe, in der die feindliche Stärke und Positionen durch kleinere Patrouillen aufgeklärt werden sollten, bevor größere Offensivaktionen durchgeführt würden. Auf Neubritannien, wo der australischen Aufklärung die quantitative Überlegenheit der Japaner prinzipiell, aber nicht im Detail klar war, bedeutete dieser Befehl die Isolierung und Ausschaltung kleinerer Feindeinheiten durch aggressive bewaffnete Patrouillen und kleinere Vorstöße. Bei Aitape hatte Stevens den Auftrag, den Feind so weit zurückzudrängen, dass die dortigen Flugfelder in keinerlei Gefahr waren, andererseits sollte er seine Division so gut als möglich schonen, da sie für eventuelle andere Operationen vorgesehen war. Savige hielt seine Truppen auf Bougainville für stark genug, den Feind in einer großen Schlacht zu zerschlagen, Blamey mahnte ihn allerdings zu vorsichtigen Operationen.

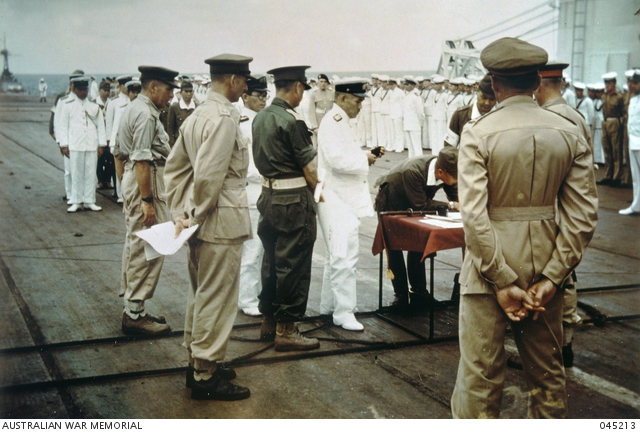
Sturdee (rechts, mit dem Rücken zur Kamera, Mütze mit rotem Band) an Deck des Flugzeugträgers HMS Glory bei der Unterzeichnung der Kapitulation der japanischen Truppen auf Neubritannien, 6. September 1945.

Insgesamt musste Sturdees Hauptquartier drei getrennt voneinander laufende Schlachten im Gebiet von Aitape-Wewak, auf Neubritannien und auf Bougainville mit vergleichsweise geringen Mitteln koordinieren. Das unter dem direkten Befehl des GHQ der Southwest Pacific Area Douglas MacArthurs stehende Transportwesen bereitete Sturdee dabei fortwährend Sorgen. Am 18. Juli 1945 schrieb Sturdee an Savige:

„Wir sind ziemlich launisch mit unseren Operationen auf Bougainville und im Gebiet der 6 Division wenn es nach der politisch feindlich eingestellten Opposition geht und die Presse kritisiert die Art in der die Operationen in diesen Gebieten vorangetragen werden. Die generellen Vorgaben liegen nicht in unserer Hand aber wir müssen sie so ausführen, wie es der C. in C. [Blamey] für uns vorgesehen hat, was bedeutet, dass wir unser Ziel mit einem Minimum an australischen Verlusten erreichen sollen. Wir sind was die Dauer angeht bisher nicht unter Druck gesetzt worden und haben die Japs bis jetzt mit vergleichsweise wenigen Verlusten geschlagen wenn man die Zahl er eliminierten Japs in betracht zieht.“

Sturdees Operationen werden als effizient betrachtet. Auf Bougainville konnten seine Truppen bei 516 Toten und 1.572 Verwundeten den Großteil der Insel besetzen und etwa 8.500 Japaner töten. Weitere etwa 9.800 starben durch Krankheit und Mangelernährung. Auf Neubritannien konnte die zahlenmäßig unterlegene 5th Division das Zentrum der Insel bei 74 Toten und 140 Verwundeten erobern. Bei Aitape Wewak standen sich die Verluste nach dem Zurückdrängen der Japaner von der Küste mit 442 Toten und 1.141 Verwundeten auf australischer und etwa 9.000 Toten und 269 Gefangenen auf japanischer Seite gegenüber.
Am 6. September 1945 nahm Sturdee die Kapitulation der japanischen Truppen in seinem Kommandobereich entgegen. General Imamura Hitoshi für die 18. Regionalarmee und Admiral Kusaka Jinichi für die japanischen Marinestreitkräfte der Südostflotte, unterzeichneten die Kapitulationsurkunde an Bord des britischen Flugzeugträgers HMS Glory vor Rabaul. Beide überreichten ihm dabei ihre zeremoniellen Militärschwerter. Diese werden heute gemeinsam mit dem von Sturdee getragenen Schwert, dass er von seinem Vater erhalten hatte, im Australian War Memorial ausgestellt. Diesem wurden sie 1982 von Sturdees Witwe gestiftet. Blamey schlug vor, Sturdee für seine Leistungen in den Ritterstand zu erheben, was abgelehnt wurde. Er wurde stattdessen mit einer erneuten Erwähnung im Kriegsbericht ausgezeichnet.

## Spätes Leben
Im November 1945 informierte Heeresminister Frank Forde Blamey, dass die Regierung entschieden habe das Military Board wieder einzurichten, weshalb er sein Amt zur Verfügung stellen solle. Am 1. Dezember übernahm Sturdee interim das Amt des Commander-in-Chief und hielt dies bis zu seiner Abschaffung zum 1. März 1946. Im Anschluss hieran wurde er erneut zum Chief of General Staff berufen. Die noch laufende Demobilisierung forderte Sturdee dabei stark. Bei Kriegsende war die Australian Army 383.000 Mann stark, von denen sich etwa 177.000 außerhalb Australiens aufhielten.

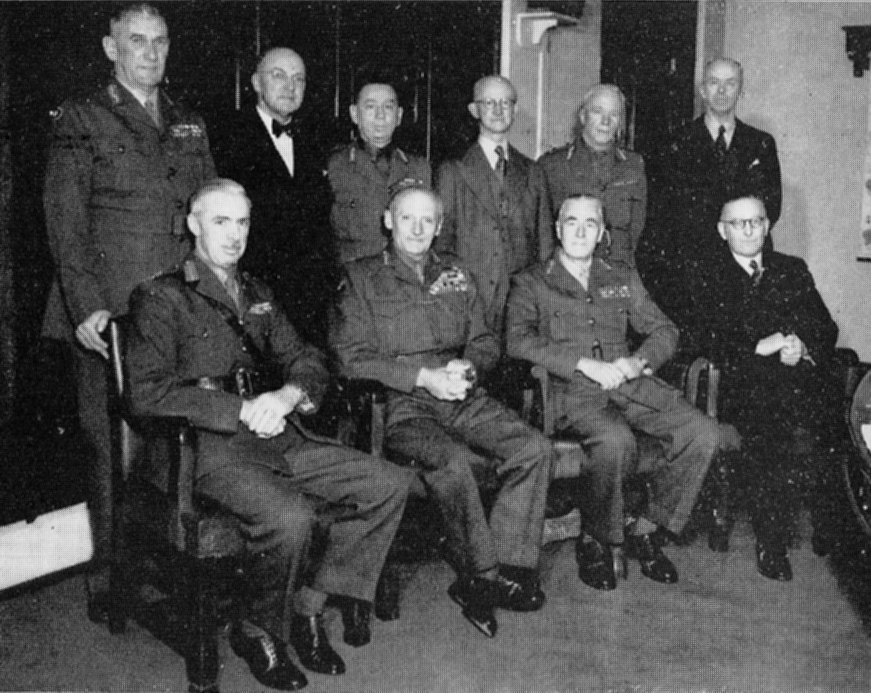
Field Marshall Montgomery (sitzend, zweiter von links) bei einem Treffen mit dem Military Board, 1947. Sturdee sitzend, dritter von links.

Diese Truppen sollten auf jeden Fall demobilisiert werden, wobei noch nicht klar war, wie das australische Nachkriegsmilitär detailliert aussehen sollte. Sturdee und sein Stellvertreter Sydney Rowell standen vor der Aufgabe, dem Heer eine für absehbare zukünftige Herausforderungen geeignete Struktur zu geben. Das Kabinett schlug die Wehrpflicht, eine stehende Truppe von 33.000 und eine Reserve von 42.000 Soldaten vor, was die Regierung aufgrund der geschätzten jährlichen Kosten von 20 Millionen australischen Pfund ablehnte. Im Jahr 1947 wurde eine mit etwa 12,5 Millionen Pfund pro Jahr günstigere Struktur verabschiedet, bei der das stehende Heer nur noch 19.000 Mann stark war und dafür 50.000 in der Reserve geführt wurden. Die Art des Militärdienstes wurde ebenfalls einer Überprüfung und Reform unterzogen.
Parallel zu dieser Strukturreform musste das Heer seine nun übergroßen Bestände an Nachschub und Unterstützungseinrichtungen verwalten und abbauen. Hospitäler wurden in der Regel weiter betrieben, manche dabei aber der Zuständigkeit des Ministeriums für Repatriierung unterstellt. Fachschulen und andere Ausbildungseinrichtungen mussten weiter unterhalten werden. Ferner wurde das Heer durch seinen Beitrag zur BCOF belastet. In den nächsten fünfzig Jahren wurden Einsätze außerhalb Australiens durch die von Sturdee erschaffene Australian Regular Army durchgeführt und nicht mehr wie bisher von Milizkräften oder extra aufgestellten Freiwilligenverbänden.
Sturdee trat am 17. April 1950 in den Ruhestand ein. In Anerkennung seiner Dienste wurde er am 1. Januar 1951 zum Knight Commander of the Order of the British Empire erhoben. Während seines Ruhestandes lebte er weiterhin in Kooyong, einem Stadtteil von Melbourne. Er wurde Direktor des australischen Teils von Standard Telephones and Cables und war zwischen 1951 und 1956 Ehrenoberst der Royal Australian Electrical and Mechanical Engineers. Das 1960 von den Vereinigten Staaten erworbene Landungsschiff Vernon Sturdee wurde nach ihm benannt. Er starb am 25. Mai im Repatriation General Hospital in Heidelberg, Victoria. Er wurde anschließend mit militärischen Ehren verabschiedet und verbrannt. Lieutenant General Edmund Herring, der Sturdee noch aus Schulzeiten kannte, war dabei erster Sargträger. Seine Frau, ihre gemeinsame Tochter und einer ihrer zwei Söhne überlebten ihn. Kurz vor seinem Tod verbrannte er alle persönlichen Aufzeichnungen und soll gesagt haben „I have done the job. It is over.“ („Ich habe den Auftrag erledigt. Es ist vorbei.“)